# 2007年日本グランプリ (4輪)
2007年F1日本グランプリ（2007 Japanese Grand Prix）は、2007年のF1世界選手権の第15戦として9月28日から30日にかけて富士スピードウェイで開催された。正式名称は、2007 FIA F1世界選手権フジテレビジョン 日本グランプリレース（英称：2007 FIA Formula One World Championship Fuji Television Japanese Grand Prix）。

## 概要
1987年から20年に亘って鈴鹿サーキットで開催された日本GPが、この年から富士スピードウェイで行われることとなった。その準備のため、2003年から2005年にかけ、コースレイアウト変更を含む大改装を行った。富士スピードウェイで行われるF1グランプリは、1977年以来30年ぶり3回目となったが、例年にない多数のトラブル（後述）を抱えた大会になった。
レースウィークは秋の行楽シーズンの週末にあたり、周辺道路の混雑が予想されたため、かつてTIサーキット英田（現岡山国際サーキット）開催されたパシフィックグランプリのような「チケット&ライド方式」が採用された。観戦希望者はチケット購入時に「指定駅からのシャトルバス輸送」「場外駐車場からのシャトルバス輸送」「ツアーバス」の中からアクセス方法を選択する。マイカーや徒歩で直接来場することは禁止された（タクシーの利用は可能）。開催概要では3日間で延べ28万人、日曜日の決勝は14万人の来場を予測し、最大3000台の専用バスで輸送すると説明された。

## 予選
金曜日のフリー走行はドライコンディションで行われたが、土曜日は朝から雨に見舞われ、濃い霧も発生した。午前のフリー走行3回目は開始が30分遅れた上に、4分ほどで赤旗が出て実質的なキャンセルとなった。
午後2時からの予選もウェットコンディションで行われた。Q1では日本人選手の佐藤琢磨と山本左近が脱落。ラルフ・シューマッハはQ1で14番手タイムを出しながら、山本と接触してQ2を走行できなくなった。Q2ではルノーの2台が脱落する一方、セバスチャン・ベッテルがトロ・ロッソチーム初のQ3進出を決めた。
Q3ではラストアタックでルイス・ハミルトンがフェルナンド・アロンソのトップタイムを上回り、今季5回目のポールポジションを獲得した。マクラーレン勢のフロントロー独占は今季6回目となり、2列目にフェラーリ勢が続いた。6番手タイムのニコ・ロズベルグはエンジン交換のため10グリッド降格ペナルティを受け、16番グリッドからのスタートとなる。

### 予選結果
| 順位 | No | ドライバー                 | チーム                     | マシン | Q1       | Q2       | Q3       |
| ---- | -- | -------------------------- | -------------------------- | ------ | -------- | -------- | -------- |
| 1    | 2  | ルイス・ハミルトン         | マクラーレン               | MP4-22 | 1'25.489 | 1'24.753 | 1'25.368 |
| 2    | 1  | フェルナンド・アロンソ     | マクラーレン               | MP4-22 | 1'25.379 | 1'24.806 | 1'25.438 |
| 3    | 6  | キミ・ライコネン           | フェラーリ                 | F2007  | 1'25.390 | 1'24.988 | 1'25.516 |
| 4    | 5  | フェリペ・マッサ           | フェラーリ                 | F2007  | 1'25.359 | 1'25.049 | 1'25.765 |
| 5    | 9  | ニック・ハイドフェルド     | BMWザウバー                | F1.07  | 1'25.971 | 1'25.248 | 1'26.505 |
| 6    | 16 | ニコ・ロズベルグ           | ウィリアムズ               | FW29   | 1'26.579 | 1'25.816 | 1'26.728 |
| 7    | 7  | ジェンソン・バトン         | ホンダ                     | RA107  | 1'26.614 | 1'25.454 | 1'26.913 |
| 8    | 15 | マーク・ウェバー           | レッドブル・レーシング     | RB3    | 1'25.970 | 1'25.535 | 1'26.914 |
| 9    | 19 | セバスチャン・ベッテル     | スクーデリア・トロ・ロッソ | STR2   | 1'26.025 | 1'25.909 | 1'26.973 |
| 10   | 10 | ロバート・クビサ           | BMWザウバー                | F1.07  | 1'26.300 | 1'25.530 | 1'27.225 |
| 11   | 3  | ジャンカルロ・フィジケラ   | ルノー                     | R27    | 1'26.909 | 1'26.033 |          |
| 12   | 4  | ヘイキ・コバライネン       | ルノー                     | R27    | 1'27.223 | 1'26.232 |          |
| 13   | 14 | デビッド・クルサード       | レッドブル・レーシング     | RB3    | 1'26.904 | 1'26.247 |          |
| 14   | 12 | ヤルノ・トゥルーリ         | トヨタ                     | TF107  | 1'26.711 | 1'26.253 |          |
| 15   | 18 | ヴィタントニオ・リウッツィ | スクーデリア・トロ・ロッソ | STR2   | 1'27.234 | 1'26.948 |          |
| 16   | 11 | ラルフ・シューマッハ       | トヨタ                     | TF107  | 1'27.191 | No time  |          |
| 17   | 8  | ルーベンス・バリチェロ     | ホンダ                     | RA107  | 1'27.323 |          |          |
| 18   | 17 | アレクサンダー・ヴルツ     | ウィリアムズ               | FW29   | 1'27.454 |          |          |
| 19   | 23 | アンソニー・デビッドソン   | スーパーアグリ             | SA07   | 1'27.564 |          |          |
| 20   | 20 | エイドリアン・スーティル   | スパイカー                 | F8-VII | 1'28.628 |          |          |
| 21   | 22 | 佐藤琢磨                   | スーパーアグリ             | SA07   | 1'28.792 |          |          |
| 22   | 21 | 山本左近                   | スパイカー                 | F8-VII | 1'29.668 |          |          |

- コンディション：雨/ウェット、気温14℃、路面温度20℃
- Car No.16はエンジン交換により10グリッド降格ペナルティ

## 決勝

### 決勝展開
決勝当日も前日と同じ悪天候となった。コース上はフルウェット状態で、レーススチュワードは安全のためセーフティカー先導によるスタートを宣言し、全車に対してエクストリーム・ウェット・タイヤの装着を義務づけた。しかし、フェラーリの2台だけは伝達ミスからスタンダード・ウェット・タイヤを装着しており、ライコネンが2周目に、マッサが3周目にピットインしてタイヤの交換を行い、順位を大きく下げることになった。
路面状況は改善されず、67周レースの19周目までセーフティカー走行が続いた。激しい水煙の中でレースが開始されると、1コーナーでは3位ハイドフェルドと4位バトンが接触して順位を落とした。マッサはヴルツと接触した上に、セーフティカー走行中の追い越しによりドライブスルーペナルティーも科せられた。その後はマクラーレンのハミルトンとアロンソが3位以下を引き離し、ベッテル、ウェバー、フィジケラ、コバライネン、クビサ、クルサードと続いた。
スローペースでの隊列走行が長く続いたため、ピット戦略は2ストップよりも1ストップの方が優位になり、最初から1ストップを狙っていた下位チームにもチャンスが回ってくる事になった。マクラーレンは戦略を1ストップに切り替え、27周目にアロンソ、28周目にピットインさせる。フェラーリはセーフティカー先導中の14-15周目に2台のマシンを再びピットインさせるも、給油量が少なくレース後半にもう一度ピットに入る事を余儀なくされた。普段ポイント圏内やそれより下を争うチームが上位に進出し、29-31周目にはベッテル、31-36周目まではウェバーがラップリーダーを勤めた。
アロンソはピットイン後に単独スピンし、35周目にはベッテルに追突され再びスピンし、リアボディを損傷した。ハミルトンもクビサと接触し、クビサにはドライブスルーペナルティーが科された。41周目、4位走行中のアロンソが5コーナー（100Rの2つ目）出口でハイドロプレーニングによりスピンし、6コーナーのヘアピン手前のタイヤバリアに激突。チャンピオン争いにおいて痛手となるノーポイントを喫した。
アロンソのマシンはコース上で大破したため、再びセーフティカーが導入された。この時点での順位はハミルトン、ウェバー、ベッテル、コバライネン、マッサ、クルサード、フィジケラ、ハイドフェルド。しかし、セーフティカー走行中の45周目、14コーナー（ネッツコーナー）で2位のウェバーが減速したところ、3位のベッテルが誤って追突。レッドブル傘下のチームの2台が同士討ちにより表彰台に昇る機会を失ってしまった。
49周目にレースが再開されると、ライコネンが激しい追い上げを見せる。57周目に100Rをワイドラインで通過し、ヘアピンでクルサードをかわして4位に浮上。マッサのピットインで3位に上がり、最終ラップには再びヘアピンでコバライネンのインを突いたが、コバライネンが抜き返して2位を死守した。マッサとクビサもテクニカルセクションで抜きつ抜かれつのバトルを演じ、マッサが6位をもぎ取った。
このレースで唯一何のミスもなかったルイス・ハミルトンはポール・トゥ・フィニッシュでチェッカーフラッグを受けた。ハミルトンはドライバーズポイントでアロンソとの差を12点、ライコネンとの差を17点に拡げ、選手権上の大きなアドバンテージを得た。
ハミルトンが記録したファステストラップは通常時と比べて3秒近く遅い1分28秒台であった。長い周回セーフティカーが先導したこともあり、スタートから2時間経過したらレースを終了するとするレギュレーション（2時間ルール）が適用される可能性があった。しかし、ラップリーダーのハミルトンが2時間を経過する直前にファイナルラップに入ったため、2時間ルールの適用は回避された。
8位フィニッシュしたリウッツィは黄旗区間での追い越しペナルティーとして、レースタイムに25秒が加算された。この結果、スーティルが8位に繰り上がり、F1初ポイントを獲得した。
セーフティカー走行中に起きたベッテルの追突事故に関しては、次戦中国GP予選でベッテルに対して10グリッド降格ペナルティが科されると発表された。しかし、その後観客が撮影した動画がYouTubeに投稿され、先頭のハミルトンが急に速度を落としたことが原因ではないかと疑われた。FIAは調査の結果、ベッテルのペナルティを取り消し、ハミルトンにも過失はないと判断した。

### 決勝結果
| 順位 | No | ドライバー                 | チーム         | 周回 | タイム／リタイヤ | グリッド | ポイント |
| ---- | -- | -------------------------- | -------------- | ---- | ---------------- | -------- | -------- |
| 1    | 2  | ルイス・ハミルトン         | マクラーレン   | 67   | 2:00'34.579      | 1        | 10       |
| 2    | 4  | ヘイキ・コバライネン       | ルノー         | 67   | +8.377           | 11       | 8        |
| 3    | 6  | キミ・ライコネン           | フェラーリ     | 67   | +9.478           | 3        | 6        |
| 4    | 14 | デビッド・クルサード       | レッドブル     | 67   | +20.297          | 12       | 5        |
| 5    | 3  | ジャンカルロ・フィジケラ   | ルノー         | 67   | +38.854          | 10       | 4        |
| 6    | 5  | フェリペ・マッサ           | フェラーリ     | 67   | +49.042          | 4        | 3        |
| 7    | 10 | ロバート・クビサ           | BMWザウバー    | 67   | +49.285          | 9        | 2        |
| 8    | 20 | エイドリアン・スーティル   | スパイカー     | 67   | +1'00.129        | 19       | 1        |
| 9    | 18 | ヴィタントニオ・リウッツィ | トロ・ロッソ   | 67   | +1'20.631        | 22       |          |
| 10   | 8  | ルーベンス・バリチェロ     | ホンダ         | 67   | +1'28.342        | 16       |          |
| 11   | 7  | ジェンソン・バトン         | ホンダ         | 66   | +1 Lap           | 6        |          |
| 12   | 21 | 山本左近                   | スパイカー     | 66   | +1 Lap           | 21       |          |
| 13   | 12 | ヤルノ・トゥルーリ         | トヨタ         | 66   | +1 Lap           | 13       |          |
| 14   | 9  | ニック・ハイドフェルド     | BMWザウバー    | 65   | +2 Laps          | 5        |          |
| 15   | 22 | 佐藤琢磨                   | スーパーアグリ | 65   | +2 Laps          | 20       |          |
| Ret  | 11 | ラルフ・シューマッハ       | トヨタ         | 55   | パンク           | 14       |          |
| Ret  | 23 | アンソニー・デビッドソン   | スーパーアグリ | 54   | スロットル       | 18       |          |
| Ret  | 16 | ニコ・ロズベルグ           | ウィリアムズ   | 49   | 電気系           | 15       |          |
| Ret  | 19 | セバスチャン・ベッテル     | トロ・ロッソ   | 46   | アクシデント     | 8        |          |
| Ret  | 15 | マーク・ウェバー           | レッドブル     | 45   | アクシデント     | 7        |          |
| Ret  | 1  | フェルナンド・アロンソ     | マクラーレン   | 41   | アクシデント     | 2        |          |
| Ret  | 17 | アレクサンダー・ヴルツ     | ウィリアムズ   | 19   | アクシデント     | 17       |          |

- コンディション：雨/ウェット 気温17℃、路面温度22℃
- ファステストラップ：ルイス・ハミルトン 1'28.193（Lap 27）（平均車速186.259km/h）
- Car No.18は、ピットレーンスタートを選択
- Car No.18は、55周目のイエロー・フラッグエリアにおいて、Car No.20を追い越したとして、レースタイムに25秒加算のペナルティ
- Car No.19とCar No.15の交錯について審議され、一旦はCar No.19に対して次戦中国GPにおける10グリッド降格のペナルティが決定したが、後に訓告処分に変更された

## 問題点

### 競技面

#### 悪天候下でのレース決行
日本GPの週末は、富士F1初開催の1976年を思わせる大雨と濃霧にたたられた。土曜午前のフリー走行は濃霧のためドクターヘリが飛行できず、セッション開始が30分遅らされた（競技規約上、ヘリが飛べない場合はレースが行えない）。予選と日曜の決勝では、少し山を下った視界のいい場所にヘリを待機させた。
レースは定刻通りにスタートしたが、総周回数の3割近くにあたる19周（40分間以上）に渡ってセーフティカー先導の低速走行が続いた。再開後も水煙により前方視界はほとんどない状態で、山本左近は「リスタートした瞬間のストレートは恐かった。前の車が見え始めるのは10m手前まで近づいてから」、トゥルーリは「レース中の視界は本当にゼロだった。自分の目で確認できるコーナー手前の表示や広告看板を頼りに走っていた」と語っている。レース中にはスピンや接触が続発したが、規定周回数の75%（50周）を超えてレースが成立しても赤旗打ち切りにはならなかった。優勝したハミルトンは「レース中、もう中断しなければならないのではないかという考えが、何度もドライバー全員の脳裏をよぎったと思う」とコメントした。次戦中国GPのドライバーズミーティングにおいて、ドライバー達からFIAのレースディレクターであるチャーリー・ホワイティングに対して「レース開始を遅らせることも、レースを短縮することも必要だった」というクレームが寄せられた。
決勝スタート1時間前、レーススチュワードは深溝のエクストリーム・ウェット・タイヤの装着を義務付けることを、指示書ではなく電子メールにて各チームに通知していた。ところがフェラーリにはこの通達が伝わらず、スタンダード・ウェット・タイヤで出走してしまった。スタート7分後にこの指示を知ったフェラーリは失格を避けるため、2周目にライコネン、3周目にマッサをピットインさせてタイヤ交換を行い、優勝争いから脱落した。電子メールによる通達はピットレーン上の位置関係によって通達を受ける時間に差が出ることを避けるために2006年12月のF1競技作業部会で採用され、2007年の日本GPまでは問題なく利用されてきた。この事態を受けて、FIAは電子メールによる方法に旧来の文書による通達を併用することとなった。

#### 国歌斉唱中のエンジン始動
決勝レーススタート前のセレモニーの際、河村隆一が国歌君が代を斉唱している最中に、トヨタチームが車両のエンジンを二台とも始動させ爆音を響かせた。

### 運営面

#### シャトルバスの混乱

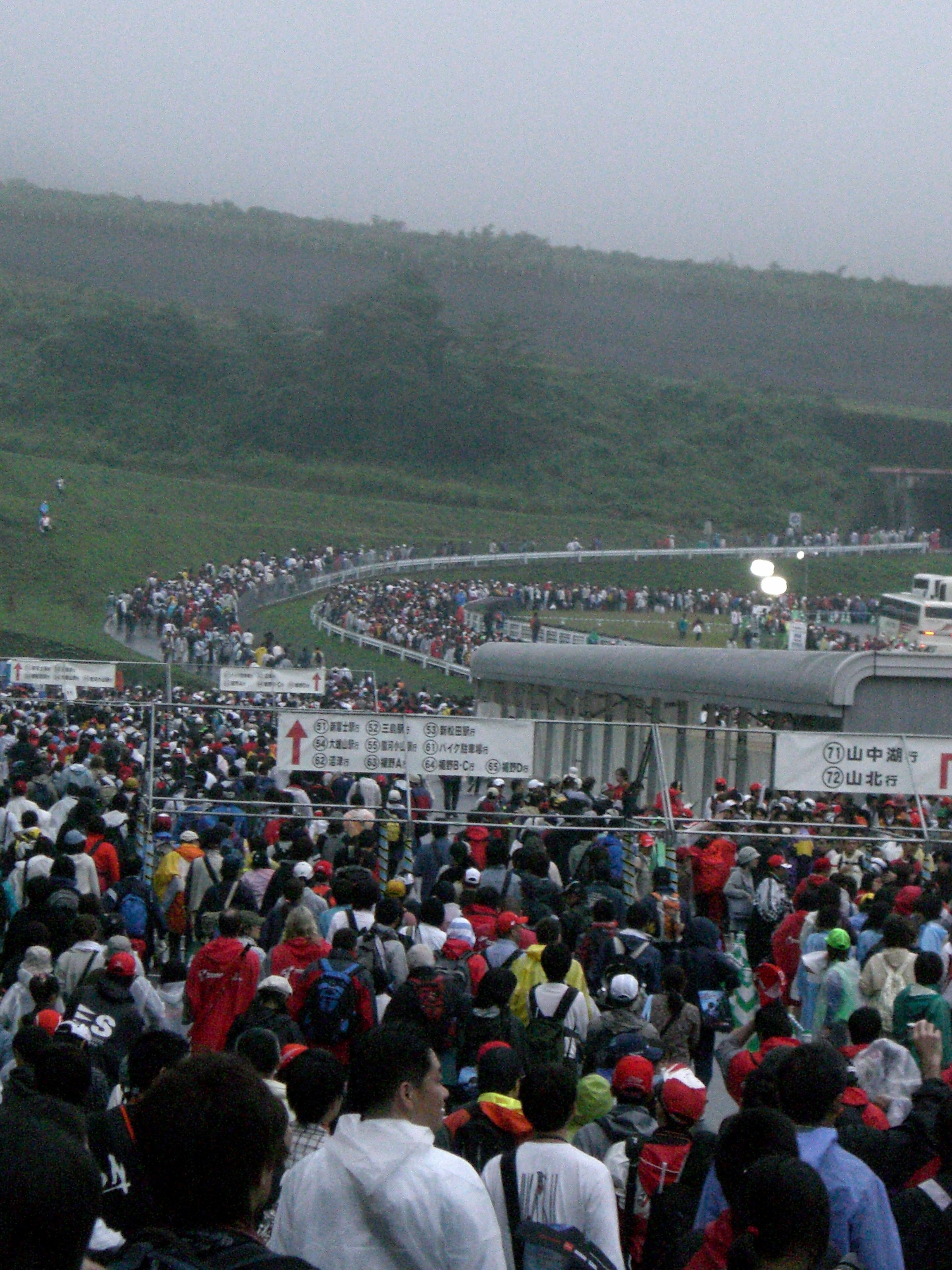
予選日（9月29日）の東バス乗り場

運営側の見込みの甘さから、会場へ続く道路に多くのバスが集中した上、誘導などを行うスタッフの人員不足や不慣れなども相まって、予選の29日（土曜日）・決勝の30日（日曜日）とも会場周辺は最長6時間待ちの渋滞となり、耐えきれずバスを強行降車し徒歩で目的地まで向かう客も現れた。さらに悪天候による道路状況の悪化が追い討ちをかけ、雨の中で長時間の順番待ちを強いられた観客が体調を崩してしまう例も多く見られた。
29日の予選では、終了直前に会場と場外駐車場などを結ぶ構内道路において3カ所、約50メートル間隔・最大直径約1メートルの陥没が発生。シャトルバスが走行不能となり、公式発表では2万人の観客が会場付近で足止めを受けるというトラブルが発生した。
30日の決勝では、陥没の補修工事などの影響で渋滞がさらにひどくなり、一部の観客がレースのスタート時間に間に合わないという事態が起きた。シャトルバスに乗っていて1時30分の決勝開始に間に合わなかった観客85人については、チケット代、交通費、宿泊費を返還する措置が取られることになった。
未舗装の東富士駐車場では、雨でぬかるんだ路面にはまり、動けなくなる車が見られた。

#### 施設の不足
バリアフリー化などが図られた一方、トイレや救護施設等の不足や不備が指摘された。特にトイレの不足は深刻で、トイレに入るまで数時間を要するような状況が続いたため、止む無く衆目監視の中、野外で排泄をする者が大勢現れるという事態となり、雨という天候もあって歩行者の足元に汚物が流れ出すなど、周辺は極めて不衛生な状態となった。更に救護施設等は、たくさんの人間が外に溢れていたにもかかわらず、定時で閉め切られた。また飲食費が高騰してしまい、通常の1500円の弁当に加え、10000円に達した弁当すら販売されていた。

#### 観客席の構造

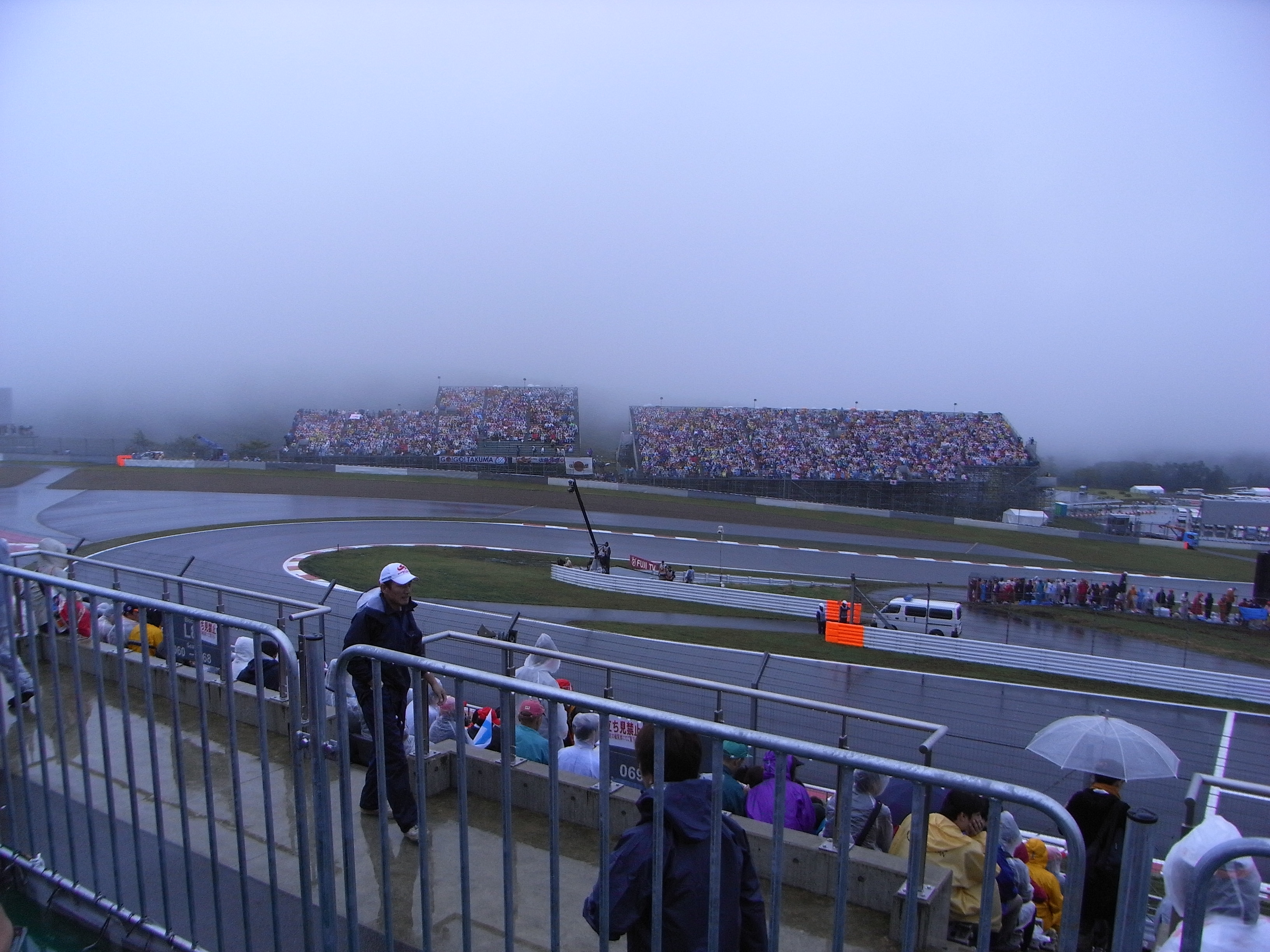
1コーナーC席スタンド

1コーナー付近の常設スタンドの後方に作られた仮設スタンドの一部（C指定席）からレース中のF1マシンがほとんど見えなかった事が観客からの苦情により判明した。これは常設スタンドに比べ仮設スタンドのこう配が小さく、設営後の確認を怠ったことが原因と発表された。そのため主催者はチケット代金の内、指定席料金にあたる金額を払い戻すと発表した。払い戻し額は1枚あたり5万円、総額は3億5000万円ともいわれる。

#### 応援旗の禁止
ドライバーやチームの応援フラッグや横断幕の掲示が禁止されたが、その告知は徹底されていなかった。特にチケット販売時にはこれらの行為が禁止事項であることを一切公表していなかった。これに対しては、評論家等からも批判が出た。
熱心なファン達の持ち込んだフラッグなどは、その場で没収される事態となった。にもかかわらず、トヨタ社員の動員されたトヨタ応援席の巨大フラッグだけは堂々と掲げられていた。

#### 訴訟
これら諸問題については、「被害者の会」が設立されたほか、翌2008年5月には一部の観客が富士スピードウェイを提訴することを決定、翌6月にはうち109人が、チケット代全額や慰謝料など総額約3200万円の損害賠償を求める共同訴訟を東京地方裁判所に申し立てた。これに対して富士スピードウェイは、「想定を超える悪天候に見舞われた特殊事情である」として、請求の棄却を求めた。
この訴訟は2013年1月24日に和解に応じなかった67人の原告のうち53人に約80万円を支払うよう命じる判決が出た。判決では、賠償の理由として「大規模イベントの主催者として調査、管理を怠った」ことは認められたものの、会場内の誘導の不十分さ、観客席の視界の悪さ等の過失は認められなかった。

## その他
- サポートレースは、「ネッツカップ・ヴィッツレース」（決勝8周）と「ポルシェ・カレラカップ・ジャパン」（決勝10周）。フリー走行は金曜日、予選は土曜日、決勝は日曜日に行われた。

- 決勝レース前にブルーインパルスの展示飛行が行われる予定であったが、雨のために中止された[22]。

- 12歳だった平川亮がこのグランプリを観戦に訪れており、本気で将来F1ドライバーになりたいと思うきっかけの日と述べている[23]。

- フジテレビの地上波放送は、土曜日の予選 (13:15〜15:26)・日曜日の決勝 (13:10〜15:15) とも生放送、CS放送はフジテレビ721でフリー走行から決勝まで全セッションを生放送する予定だった。『SUPER KEIBA』（東日本）及び『DREAM競馬』（西日本）において放送された競馬のGIレース・スプリンターズステークスが、同じ9月30日開催（発走時刻15:40）となっていたため、地上波での扱いが注目されていた。レギュラーの競馬中継時間と15分重なることになるが、F1・競馬両レースを生中継するにはほぼ問題ないスケジュールだった。しかし、実際には降雨のため日本GPのスタート時間が13:30に遅れ、レース自体もセーフティカー走行などで長引いたため、延長予定枠いっぱいの15:35まで放送した。これにより地上波放送ではトップ3記者会見が中継できなかったほか、スプリンターズステークスもレース実況のみとなった。